# Trîkratne, Voznesensk
Trîkratne (în ucraineană Трикратне) este un sat în așezarea urbană Oleksandrivka din raionul Voznesensk, regiunea Mîkolaiiv, Ucraina.

## Demografie
Componența lingvistică a localității Trîkratne
     Ucraineană (95,8%)
     Rusă (4,07%)
     Alte limbi (0,13%)
Conform recensământului din 2001, majoritatea populației localității Trîkratne era vorbitoare de ucraineană (95,8%), existând în minoritate și vorbitori de rusă (4,07%).